# Wolfram Windisch
 Wolfram Windisch (* 15. März 1969 in Hamburg) ist ein deutscher Mediziner mit Schwerpunkt Innere Medizin, speziell Pneumologie.

## Leben
Windisch studierte von 1990 bis 1996 an der Georg-August-Universität Göttingen Medizin und spezialisierte sich auf Pneumologie, d. h. Erkrankungen der Atmungsorgane und Beatmungsmedizin. 1996 promovierte er mit einer Dissertation zum Thema Lebensqualität bei Heimbeatmung. Nach dem Studium wechselte er an die Universität Freiburg, wo er zuletzt als Oberarzt arbeitete. Er habilitierte dort 2005 zum Thema Diagnostik und Therapie der chronischen ventilatorischen Insuffizienz und wurde 2008 zum außerplanmäßigen Professor ernannt. Im April 2011 wurde er Chefarzt der Lungenklinik im Krankenhaus Köln-Merheim und übernahm damit die Leitung der Abteilung für Pneumologie mit den Schwerpunkten Pneumologie, Beatmungs- und Schlafmedizin. 2014 wurde er von der Universität Witten/Herdecke auf den Lehrstuhl Innere Medizin mit dem Schwerpunkt Pneumologie berufen.
Von 2023 bis 2025 ist Windisch Präsident der Deutschen Gesellschaft für Pneumologie und Beatmungsmedizin (DGP). Er war Vorsitzender der Deutschen Interdisziplinären Gesellschaft für Außerklinische Beatmung.
2022 erhielt Windisch den mit 50.000 Euro dotierten Oskar-Medizinpreis der Stiftung Oskar-Helene-Heim.

## Auszeichnungen
- 2008 wurde ihm zusammen mit Susanne Singer der Lilly Quality of Life-Preis verliehen.[7][8]
- 2022 erhielt er den Oskar-Medizinpreis für seine wegweisenden wissenschaftlichen Arbeiten zum Thema „Pneumologische Beatmungsmedizin“.[9][10]

## Veröffentlichungen (Auswahl)
- S2-Leitlinie nichtinvasive und invasive Beatmung als Therapie der chronischen respiratorischen Insuffizienz. Thieme, Stuttgart 2010, ISBN 978-3131546418